# Edmund Strążyski

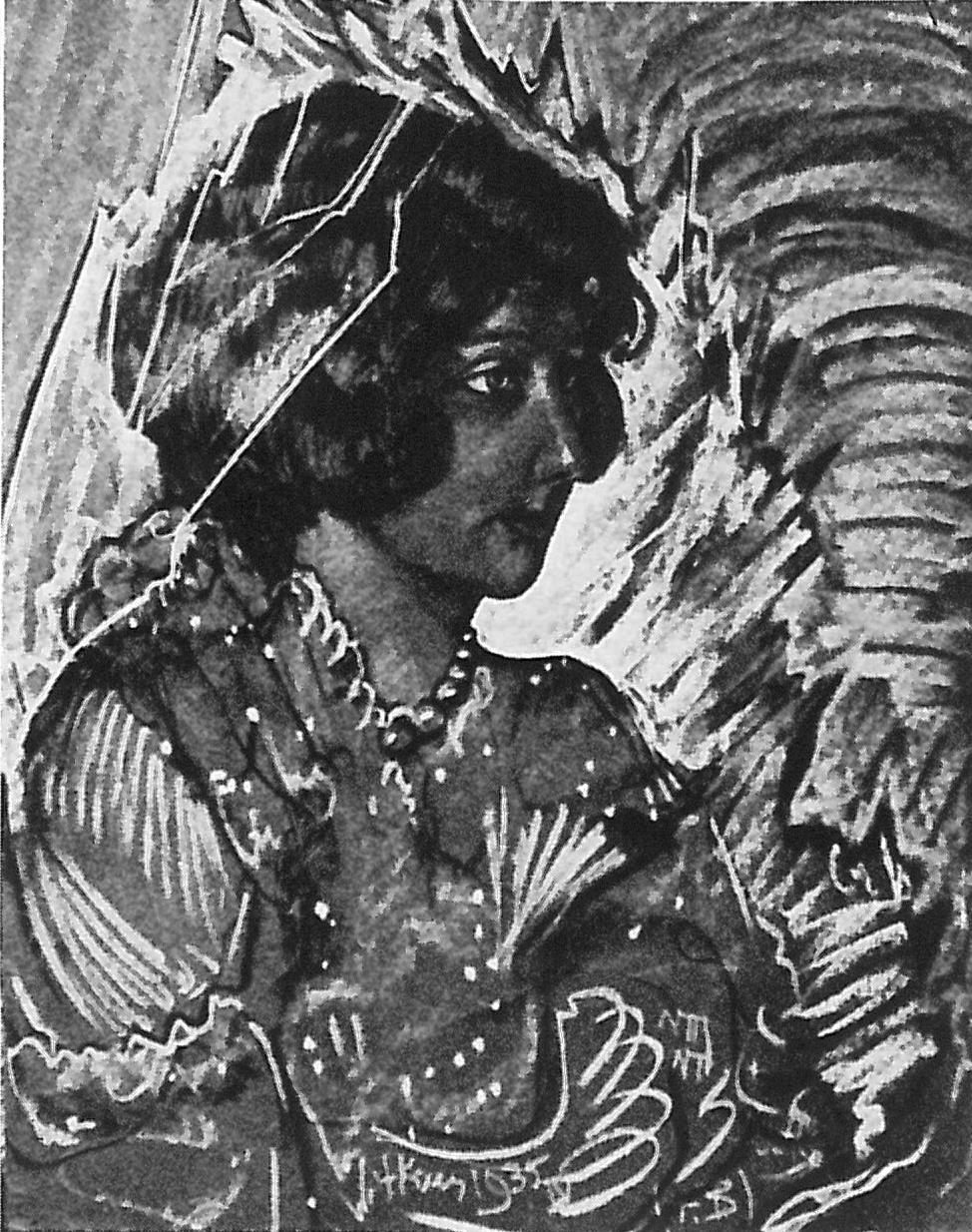
Witkacy, Portret Marii Strążyskiej, 1924

Edmund Strążyski (ur. 25 listopada 1889 w Katowicach, zm. 12 marca 1973 w Zakopanem) – polski pisarz, filozof, nauczyciel, malarz i podróżnik pochodzenia żydowskiego.

## Życiorys
Urodził się jako Edmund Rappaport, był synem inżyniera Leona Rappaporta oraz Emmy z domu Katz, córki Ludwika Katza – producenta papy i asfaltu, który uchodził za potentata w Europie Wschodniej. Po kądzieli był wnukiem baronówny Emilii Katzowej z Krügerów ze Złotnik, dziś części Wrocławia. Po mieczu był wnukiem Abrahama Rappaporta i Marii z Rawskich z Warszawy. Jako dziecko mieszkał w Katowicach w willi przy ulicy Warszawskiej 7, którą jego dziadek kupił od pierwszego właściciela Eliasa Sachsa.
Kształcił się w domu do 1902 roku, po czym uczęszczał do IV Gimnazjum Państwowego w Warszawie. Kontynuował naukę we Wrocławiu, gdzie ukończył gimnazjum Magdalenaeum. W 1908 roku zdał maturę w gimnazjum św. Anny w Krakowie. Studia rozpoczął na Uniwersytecie Jagiellońskim na Wydziale Filozoficznym, a następnie kontynuował na Uniwersytecie w Lipsku na wydziale chemii. W latach studenckich odbył z ojcem podróże na Kaukaz i do Japonii, gdzie zafascynował go buddyzm. Tytuł doktora filozofii uzyskał w 1914 roku na Uniwersytecie Jagiellońskim. 
W czasie I wojny światowej służył jako oficer rosyjski na froncie ukraińskim, gdzie zasłynął malowaniem ekspresyjnych obrazów. W roku 1917 ożenił się z Ireną Żemralską, z którą miał syna Adama Jerzego urodzonego 9 lipca 1918.  
Pod koniec lutego 1920 roku został członkiem polskiej Misji Specjalnej na Kaukaz Południowy. Głównym celem misji, na której czele stał Tytus Filipowicz, było wyrażenie państwom południowego Kaukazu uznania de facto ich państwowości przez Rząd Rzeczypospolitej Polskiej. Rappaport w misji pełnił funkcję attaché do spraw reemigracji. Wraz z resztą misji dotarł do Tbilisi 30 marca 1920 roku. Po zajęciu Azerbejdżanu przez bolszewików, część członków misji, w tym Filipowicz, została aresztowana i przewieziona do Moskwy. Rappaport pozostał w Tbilisi wraz z konsulem Wiktorem Białobrzeskim. W okrojonym składzie kontynuowali oni działalność misji, prawdopodobnie koncentrując się na sprawach repatriacyjnych. Ostatecznie, 6 grudnia 1920 roku, Rappaport opuścił Tbilisi i powrócił do Polski. 
Po powrocie z misji zmienił nazwisko na Strążyski. Jego małżeństwo z pierwszą żoną zostało unieważnione. W latach 1922–1928 pracował jako nauczyciel języka polskiego w Gimnazjum Lorentza w Warszawie, gdzie redagował wraz z uczniami biuletyn „Głos młodzieży”.  
Powtórnie ożenił się z Marią Lipińską, emigrantką z Rosji, która ukończyła szkołę baletową i była nauczycielką francuskiego w Warszawie. Edmund i Maria mieszkali na warszawskim Powiślu przy ulicy Leszczyńskiej 5/37, poznali Witkacego 25 lutego 1925 r. na premierze sztuki Jan Maciej Karol Wścieklica i wkrótce nawiązała się między nimi serdeczna przyjaźń.
W 1931 roku, wraz z żoną przeprowadzili się na stałe do Zakopanego, zamieszkując w sąsiedztwie Witkacego w willi Edmarowo. Edmund uczył języka polskiego i propedeutyki filozofii w Państwowej Szkole Przemysłu Drzewnego w Zakopanem, angażując młodzież również w działalność teatralną. Jego żona uczyła francuskiego w Sanatorium Uniwersytetu Jagiellońskiego dla dzieci chorych na gruźlicę.
Podczas okupacji Strążyscy ukrywali się u Wandy Kosseckiej w Czorsztynie. Po wojnie wrócili oboje do pracy w szkole Antoniego Kenara i żyli w Edmarowie aż do końca swoich dni.
Dzięki artykułowi z kwietnia 1960 roku, wydanemu przez Centralny Komitet Tysiąclecia Polski w Wielkiej Brytanii z siedzibą w Londynie, Edmund po raz pierwszy od 1920 roku nawiązał kontakt z synem Jerzym Adamem Strążewskim. Jerzy działał podczas okupacji pod pseudonimem „Samek” w Armii Krajowej na Kielecczyźnie, i był po wojnie działaczem londyńskiego Komitetu. W 1964 roku doszło do pierwszego rodzinnego spotkania w Zakopanem w obecności synowej Wandy i wnuka Piotra.

## Twórczość literacka i artystyczna
Strążyski zadebiutował tomem wierszy Świt w 1911 roku, a jego praca doktorska Wacław Potocki jako satyryk ukazała się drukiem w 1920 roku. Był teozofem, poetą oraz malarzem, przyjaźnił się z czołowymi twórcami malarstwa awangardowego.
Znajomość z Witkacym, który nadał mu miano Litymbrjona i (zdrobniale) Tymbcia, miała istotny wpływ na twórczość Strążyskiego. Fascynował się buddyzmem, okultyzmem i teozofią, żona podzielała te pasje. Jego twórczość charakteryzowała się różnorodnością form – od realistycznych po abstrakcyjne – oraz łączeniem technik, takich jak rysunek i malarstwo. Często sięgał po tematykę natury, zwłaszcza zakopiańskiej przyrody, oraz motywy z kultury orientalnej. Mimo braku formalnego wykształcenia artystycznego, jego twórczość została doceniona przez wielu współczesnych artystów i krytyków, w tym Tadeusza Pruszkowskiego i Tadeusza Brzozowskiego.
W 1951 roku wydał przewodnik po Poroninie.

## Dziedzictwo
W 1988 roku Grzegorz Dubowski nakręcił film dokumentalny o przyjaźni Strążyskich z Witkacym. 
W 2023 roku w Białym Spichlerzu w Słupsku odbyła się wystawa prac Strążyskiego, ukazująca jego twórczość w kontekście przyjaźni z Witkacym. Na wystawie zaprezentowano obrazy i rysunki Strążyskiego z lat 1942–1964, a także dokumenty i fotografie z jego życia.
Twórczość Strążyskiego i jego artystyczne pokrewieństwo z Witkacym zostały szeroko docenione, a wystawa jego prac w Muzeum Historii Katowic odświeżyła pamięć o nim jako niezwykłym twórcy. W finisażu wystawy w listopadzie 2024 roku wziął udział prof. Piotr Strążewski wnuk artysty, który kontynuuje badania nad jego twórczością, posiadając kolekcję jego powojennych dzieł oraz archiwaliów.